# Basinkomstexperimentet i Maricá, Brasilien
Basinkomstexperimentet i Maricá, Brasilien avser det pågående försöket med basinkomst i lokal valuta i Maricá, som inleddes i december 2015. Offentliggörandet av systemet skedde den 3 december 2015 då borgmästaren Washington Quaquá (PT) tillkännagav att alla 150 000 invånare, utom de som bott där kortare tid än ett år, skulle få basinkomst i lokalvalutan mumbaca på motsvarande 2,7 dollar per månad.